# Brevik, Akershus
Brevik, Akershus là một làng nằm ở Na Uy.